# Acanzi

Acanzi. Manesson, Art de la Guerre 1696.

En historia militar, Acanzi era el nombre de la caballería ligera de los Turcos, que formaba en la vanguardia del ejército del Gran Señor o sultán en una marcha.
Otro significado de acanzi el siguiente: era el nombre que daban los turcos a los soldados voluntarios que vivían del pillaje.

## Jovius
Una peculiar especie de guardias voluntarios de los turcos es mencionado por Jovius Vol. I, B. 14: In laevo Sinam Bassam eunuchum cum Asiatico equitatu constituit, antecedentibus acanzis, qui sunt voluntariae militiae equites, ex vario gentium genere, spe praedae ad bellum acciti.

## Nauclerus
Johannes Nauclerus, profesor de leyes canónicas en Tubinga es autor de un Chronicon, en el que se lee lo siguiente:Othomannorum domui pares, Michaloglos, Ebrenes,  Turacanos atque Malcocios...Michalogli voluntariis equitibus presunt, quicentum millium numerum plerunqué implent dicunturo; ab illis Acanzes, hoc est, antecursores

## Rursum
Rursum dejó escrita una cita en el glosario latino de Charles du Fresne, señor  Du Cange, lo siguiente: Hos Acanzes, hoc est antecursores vocant; et plerumque centum millium equitum numerum implent; quod eis ad spem praedae Tartari e Taurica et Getae ex Valachia gregatim misceantur

## Armas
Los acanzis solían usar arcos y flechas y saetas